# Agropop
Agropop je bila slovenska zabavno-glasbena skupina, katere idejni vodja je bil Aleš Klinar. Skupina je bila ustanovljena leta 1984, razpadla pa leta 2000. Poleg pevke Barbare Šerbec - Šerbi so jo sestavljali še kitarist in saksofonist Polde Poljanšek, kitarist Simon Pavlica, baskitarist Urban Centa in bobnar Dragan Trivič. 
Zametki Agropopa so nastali leta 1982 v zasedbi Tri palme, tedaj znani po uspešnici Der Kaiser kommt mit Mercedes, ki so jo izstrelili na Radiu Študent. Naslednje leto so se preimenovali v Sajgons. "Veliki met" pa jim je uspel konec leta 1984.
Začetki skupine so bili nenavadni. Polde Poljanšek in Šerbi sta s sodelavcem napisala smešne skladbe, ki so jih posneli popolnoma v šali, brez kakršnihkoli pričakovanj. Slišali so jih radijski uredniki in jih prijavili na Pop delavnico s skladbo »Paradni tango«. Zatem je nastala še pesem »Mesarjev sin«. Na začetku je v Agropopu pela še pevka, ki je pela že v skupini Srečanje, katere član je bil tudi Aleš Klinar. Šerbi pa je bila sprva v skupini plesalka in ni bila mišljena kot pevka. Že drugi teden po Pop delavnici so dobili ponudbe za nastope, a skupina ni imela za nastop pripravljenih nobenih skladb. Pod imenom Bugatti so prvič nastopili v Črni na Koroškem kot spremljevalna skupina Marjana Smodeta. Prvi samostojni nastop so imeli v Zelenem gaju, kjer so jih gledali nekoliko postrani, ker so bile njihove skladbe za tisti čas nekaj posebnega, saj so se norčevali iz vseh slovenskih značilnosti. Njihovi glavni liki, ki so jih v pesmih opisovali, so bili gasilci in kmetje, ukvarjali pa so se tudi s problematiko alkoholizma. Pisali so predvsem preprosto glasbo za široke ljudske množice. Zelo zanimiv je bil njihov prvi nastop, ko po 20 minutah niso imeli več česa igrati. Ker pa so ljudje zahtevali, da z nastopom nadaljujejo, so vse še enkrat zaigrali. Vse skupaj so počeli bolj za šalo kot zares, saj so mislili, da bo Agropop deloval od marca do poletja, a so delovali 16 let. Imeli so tudi koncert v dvorani Tivoli, kjer je bilo 8000 ljudi, kar je bilo za tiste čase, ko so tam igrale predvsem tuje skupine, precej uspešno. Med drugim so bili tudi predskupina na koncertu Leningrad Cowboys v Križankah.
Ena njihovih največjih uspešnic je album Za domovino z Agropopom naprejǃ, ki je bil prodan v 110 tisoč izvodih, skupaj pa so prodali okrog pol milijona kaset in plošč. Skupina je v 16 letih delovanja izdala 15 albumov, od katerih je bil eden zbirka uspešnic, eden pa »live« album. Leta 2010 so izdali še en album uspešnic v živo, saj je bila skupina deležne večje medijske pozornosti zaradi bolezni pevke Šerbi, dobiček od prodaje plošče je bil namenjen njenemu okrevanju.
Okoli leta 2000 je Agropop zapustila večina osnovnih članov, Agropop je še nekaj časa deloval kot projekt v različnih postavah, med drugim z Markom Lednikom, Boštjanom Grabnarjem, Tomažem Ahačičem in Gregorjem Sulejmanovičem.
2017 je pisateljica Desa Muck ustvarila scenarij za predstavo Alpska saga, ki se vrti okoli Agropopovih uspešnic. S Tilnom Artačem, Ano Mario Mitič, Jernejem Čamplom, Kristino Mišovič in režijo Jureta Ivanušiča. Ob tem je postava mjuzikla predstavila tudi novo pesem Če hočeš moja bit.

## Diskografija
1. Melodije polja in sonca (1984, ZKP RTV Ljubljana)
2. Pesmi s Triglava (1986, ZKP RTV Ljubljana)
3. Za domovino z Agropopom naprejǃ (1987, ZKP RTV Ljubljana)
4. V imenu ljudstva (1988, ZKP RTV Ljubljana)
5. Cirkus (1989, ZKP RTV Ljubljana)
6. Pod svobodnim soncem (1990, ZKP RTV Ljubljana)
7. Misliš, da sem seksi? (1991, Corona)
8. Lepo je bit Slovenc! (1993, ZKP RTV Slovenija)
9. Z nami je Slovenija (1993, ZKP RTV Slovenija)
10. Gremo na žur (1994, ZKP RTV Slovenija)
11. Kič (1995, ZKP RTV Slovenija)
12. Dobra tička (1996, ZKP RTV Slovenija)
13. Srečni smo Slovenčki (1997, ZKP RTV Slovenija)
14. Pleše kolo vsa Slovenija (1998, ZKP RTV Slovenija)
15. Ko prašiči obmolknejo (1999, ZKP RTV Slovenija)
16. Milenium (2000)
17. Skupaj se veselimo (2010, v živo, Sedvex)
18. Agropop & Renault (1995)
19. Vedno skupaj bomo peli (v živo) (dvojna kaseta)